# Drosanthemum longipes
Drosanthemum longipes är en isörtsväxtart som först beskrevs av L. Bol., och fick sitt nu gällande namn av Franz Xaver von Hartmann. Drosanthemum longipes ingår i släktet Drosanthemum och familjen isörtsväxter. Inga underarter finns listade i Catalogue of Life.